# Éclair au chocolat (film)
Pour l’article homonyme, voir Éclair (pâtisserie).
Éclair au chocolat est un film québécois réalisé par Jean-Claude Lord, sorti en 1979.

## Synopsis
Marie-Louise élève seul son garçon, Pierre, qui a maintenant douze ans.  Afin de dissimuler à son enfant qu'il est le résultat d'un viol, Marie-Louise lui a fait croire que son père est un jeune poète dont elle a été très amoureuse et qui s'est enlevé la vie.  Ce fragile équilibre familial sera perturbé lorsque Marie-Louise amorce une relation avec un homme d'affaires américain.

## Fiche technique
- Titre : Éclair au chocolat
- Réalisation : Jean-Claude Lord
- Scénario : Jean-Claude Lord, Jean Salvy adapté du roman de Jean Santacroce
- Musique : Richard Grégoire
- Production : Pierre David (producteur), Robert Ménard (producteur exécutif)
- Pays d'origine : Canada
- Durée : 107 minutes

## Distribution
- Lise Thouin : Marie-Louise
- Jean Belzil-Gascon : Pierre
- Jean-Louis Roux : Père Prenant
- Aubert Pallascio : L'oncle Norbert
- Danièle Panneton :
- Colin Fox : l'homme d'affaires américain
- Olivier Fillion
- Valérie Deltour
- Suzanne Lévesque
- Michèle Deslauriers
- Michel Dumont
- Serge Dupire
- Chantal Duplessis
- Jimmy Tapp
- Monique Chabot
- Mimi d'Estée :
- Andrée St-Laurent :
- Patrick Peuvion :
- Manda Parent :
- Jean Marchand
- Kate Nash :
- Dolores McDonough :
- Jean Mathieu :
- Guy Malric :
- Rachel Cailhier :
- Marie-Claude Girard :
- Bernard Leblanc :
- Frédéric Lefebvre :
- Liliane Lemaître-Auger :
- Suzanne Boucher :
- Madeleine Chartrand :
- France Cousineau :
- Marcelle Desroches :
- Real Filion :
- Jean Lysight :
- Tommy Mayer :
- Julien Mercier :
- Maurice Pelchat :
- Martine Pratte :
- Johanne Ratelle :
- Sébastien Rompre :
- Madeleine Rozon :
- Jean-Paul Schikel :
- Christiane Thouin :
- Jean-Guy Viau :
- Didier Vudinh :

## Autour du film
Sixième long-métrage de Jean-Claude Lord, Éclair au chocolat marque pour ce réalisateur un retour à un cinéma plus intimiste après trois films à teneur sociale qui sont aussi de grands succès populaires : Bingo en 1974, Parlez-nous d'amour en 1976 et Panique en 1977.  
Lord trouve son sujet dans un roman intitulé Le Voyageur mort, un livre du romancier français Jean Santacroce publié en 1975.  Le film est lancé en février 1979.  Il fait face à une critique divisée et l'accueil du public est tiède.  Éclair au chocolat n'en obtient pas moins trois nominations lors de la première remise des Prix Génie en mars 1980 : scénario adapté (Lord et Jean Salvy), costumes (François Barbeau) et montage sonore (Marcel Pothier).